# Старосєльє
Старосєльє (рос. Староселье) — селище Багратіоновського району, Калінінградської області Росії. Входить до складу Гвардійського сільського поселення.
Населення — 66 осіб (2015 рік).